# أبيبيش جوبينا
أبيبيش جوبينا (بالإنجليزية: Abebech Gobena)‏ هي سيدة أعمال خيرية إثيوبية، وُلدت عام 1938. هي مُؤسسة ومديرة أجوهيلما، إحدى أقدم دور الأيتام في إثيوبيا. دائمًا ما تُلقب بالأم تيريزا في أفريقيا.
قُتل والدها في الحرب الإيطالية الإثيوبية الثانية. تزوجت في العاشرة من عمرها رغمًا عنها، إلا أنها استطاعت الهرب إلى أديس أبابا. وهناك، تمكنت من الحصول على التعليم الأساسي وعملت فيما بعد مراقبة جودة في شركة للقهوة والحبوب.